# Harestua
Harestua is een plaats in de Noorse gemeente Lunner, provincie Akershus. Harestua telt 1859 inwoners (2007) en heeft een oppervlakte van 1,41 km².

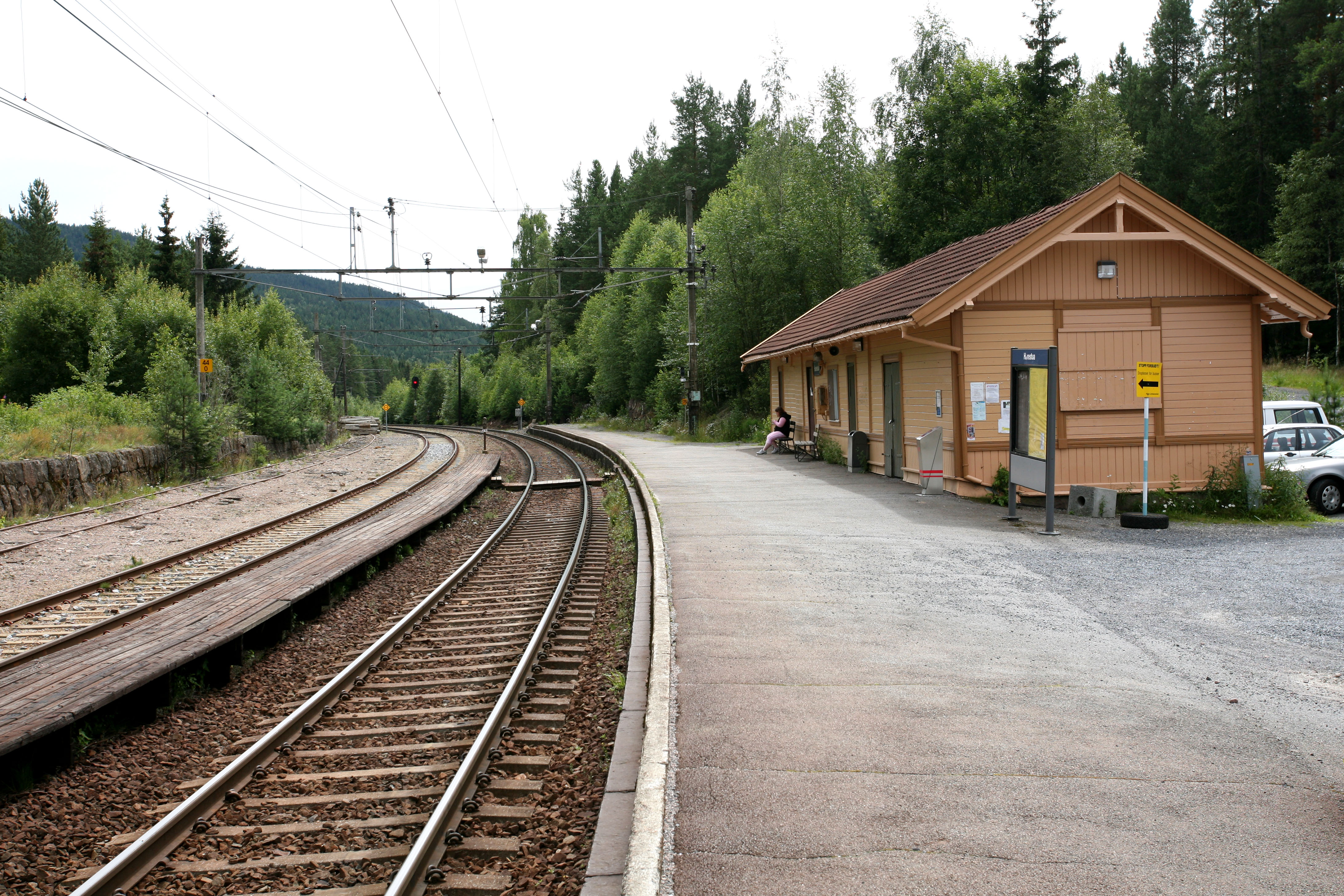
Station van Harestua
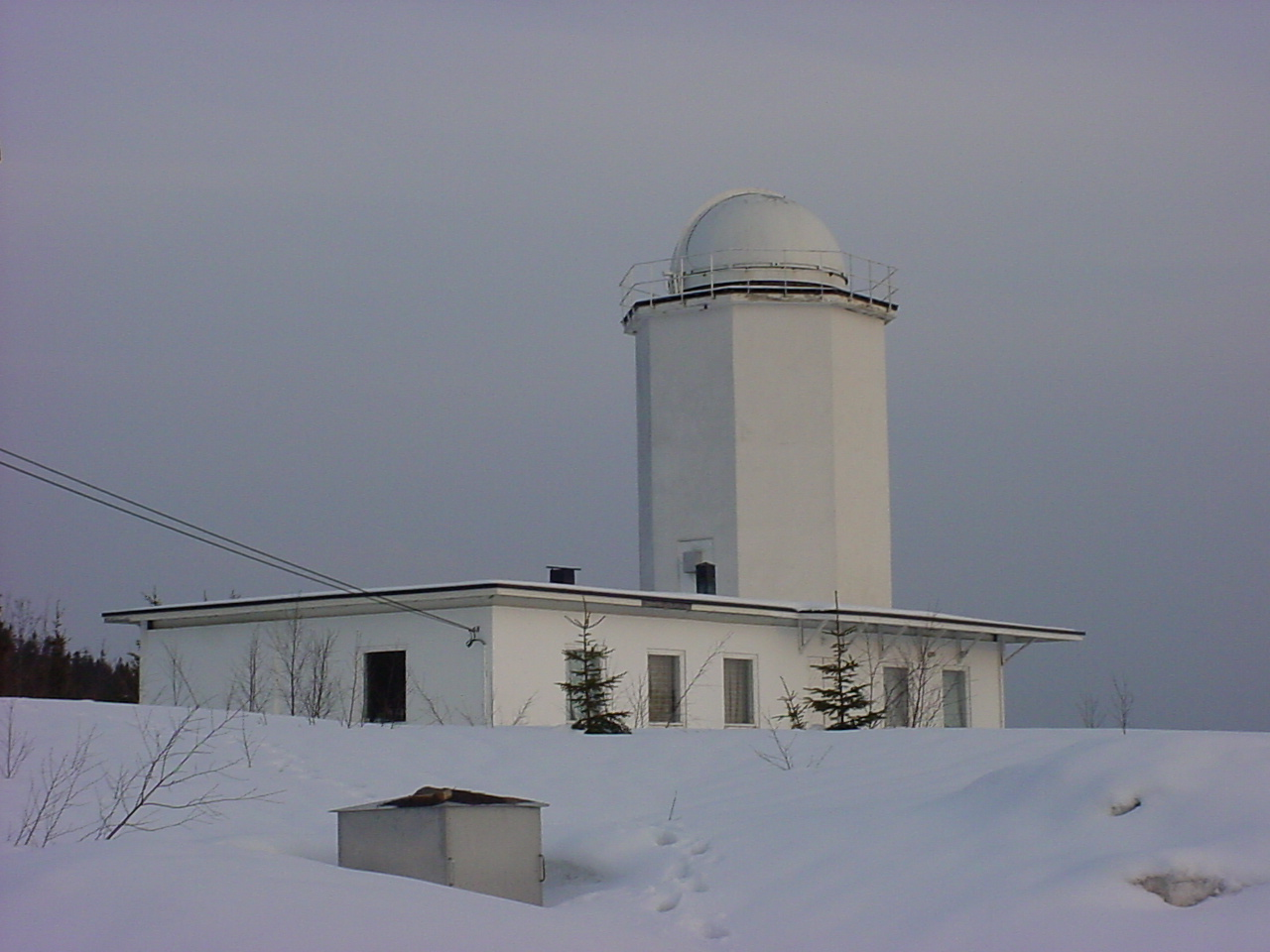
Weerstation bij Harestua